# جائزة دانيال هاينمان للفيزياء الفلكية
جائزة دانيال هاينمان للفيزياء الفلكية هي جائزة علميّة في علوم الفيزياء الفلكية تمنحها الجمعية الفلكية الأمريكية بالاشتراك مع المعهد الأمريكي للفيزياء كلّ عام للعمل المتميز في الفيزياء الفلكية، وتمولها مؤسسة هاينمان. سُمّيت الجائزة على اسم المهندس ورائد الأعمال البلجيكي الأمريكي داني هاينمان تكريماً له.

## قائمة بأسماء الحاصلين على الجائزة
- 1980 جوزيف إتش تايلور الابن
- 1981 ريكاردو جياكوني
- 1982 ب.جيمس إي بيبلز
- 1983 إروين آي شابيرو
- 1984 مارتن ريس
- 1985 ساندرا م. فابر
- 1986 هايرون سبينراد
- 1987 ديفيد لامبرت
- 1988 جيمس إي غان
- 1989 كارل إي هايلز
- 1990 ريتشارد ماكراي
- 1991 والاس إل دبليو سارجنت
- 1992 بوهدان باتشينسكي
- 1993 جون سي ماذر
- 1994 جون إن باهكال
- 1995 جيري إي نيلسون
- 1996 روجر شوفالييه
- 1997 سكوت دي تريمين
- 1998 روجر بلاندفورد
- 1999 كينيث سي فريمان
- 2000 فرانك شو
- 2001 بروس جي المجرين
- 2002 جي ريتشارد بوند
- 2003 رشيد صنيايف
- 2004 بروس ت.درين
- 2005 جورج إفستاثيو ، سيمون وايت
- 2006 مارك ديفيس[4]
- 2007 روبرت كينيكوت
- 2008 أندرو فابيان
- 2009 لينوكس إل.كاوي
- 2010 إدوارد كولب ، مايكل تيرنر
- 2011 روبرت ب.كيرشنر
- 2012 كريسا كوفيليوتو[5]
- 2013 راشيل سومرفيل[6]
- 2014 بييرو مادو[7]
- 2015 ديفيد سبيرجيل،[8] ومارك كاميونكوفسكي[9]
- 2016 ويندي ل. فريدمان[10]
- 2017 لارس بيلدستن[11]
- 2018 فيكي كالوجيرا[12]
- 2019 إدوين بيرجين
- 2020 كريستوفر كوتشانيك
- 2021 روبرت لوبتون، وديفيد واينبرج[13]